# Tripospermum camelopardus
Tripospermum camelopardus är en svampart som beskrevs av Ingold, Dann & P.J. McDougall 1968. Tripospermum camelopardus ingår i släktet Tripospermum och familjen Capnodiaceae.   Inga underarter finns listade i Catalogue of Life.